# Zdzisław Chmielewski
Zdzisław Kazimierz Chmielewski (n. 4 octombrie 1942, Falborz⁠(d), Gmina Brześć Kujawski⁠(d), Voievodatul Cuiavia și Pomerania, Polonia) este un om politic polonez, membru al Parlamentului European în perioada 2004-2009 din partea Poloniei.
1. 1 2  Deputații în Parlamentul European
2. ↑  Czech National Authority Database, accesat în 1 martie 2022
3. ↑  Deputații în Parlamentul European